# Varyto
Varyto, JW VIII/3, per a orgue, fou composta per Leoš Janáček abans del 24 de juny de 1875, durant els estudis a l'Escola d'orgue de Praga. Es va estrenar el 24 d'octubre de 1958 a l'Església de l'Assumpció de Brno, amb Josef Černocký a l'orgue.

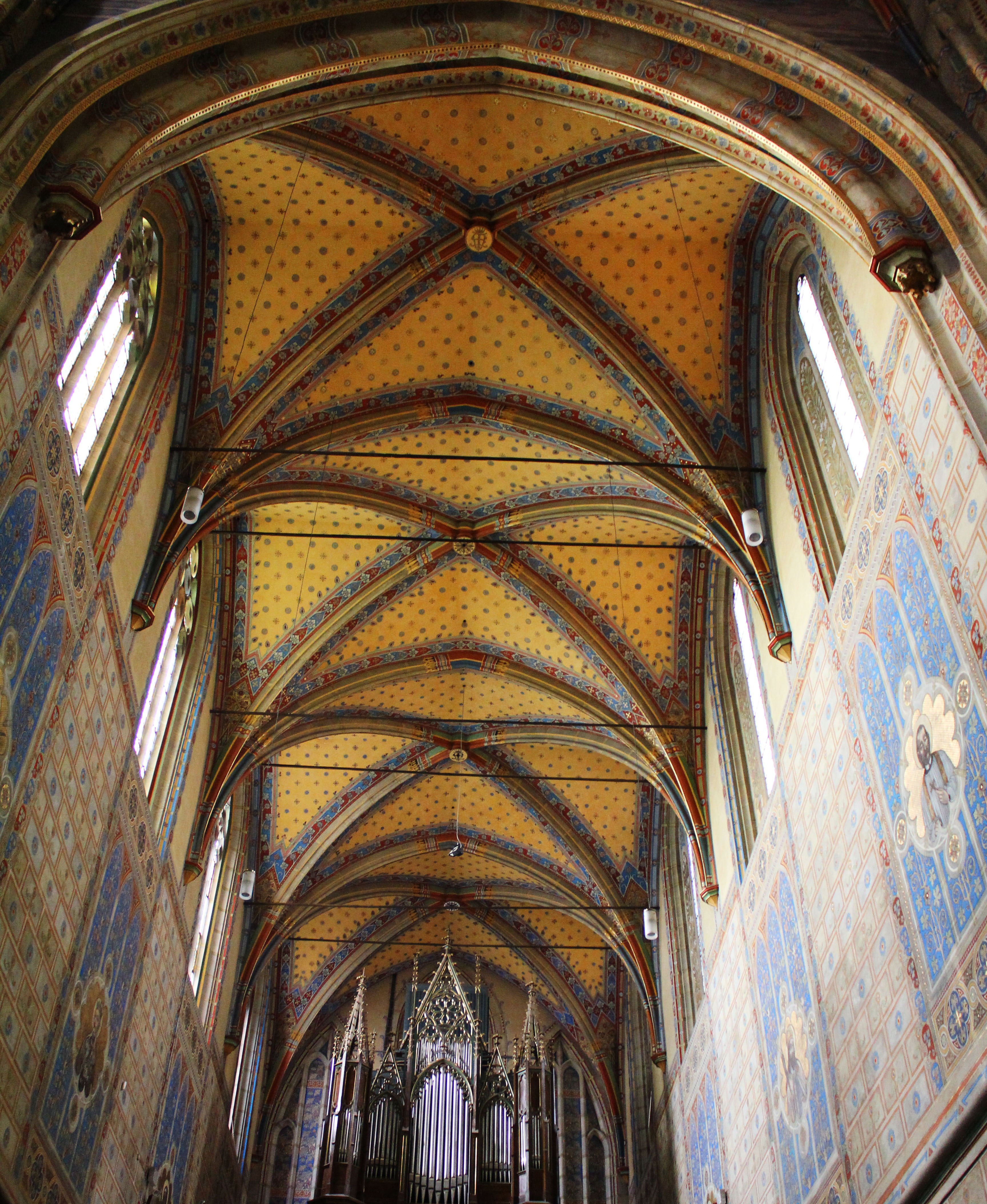
Interior de l'Església de l'Assumpció, al fons l'orgue

## Enregistraments
- 1978 Miloslav Buček, casa d'artistes de Praga; PANTON LP
- 1996 Jan Hora, Praga, Vyšehrad, basílica de Sant Pere i Sant Pau; CD VIXEN
- 1997 Jaroslav Tuma, Praga, orgue a la Sala Smetana de la Casa municipal; CD SUP[1]
- 2010 Clive Driskill-Smith, Oxford, Christ Church Cathedral; Alto CD[2]